# Mene phosphatica
Mene phosphatica és una espècie extinta de peix pertanyent a la família dels mènids.

## Distribució geogràfica
Es trobava a Tunísia durant el Paleocè inferior.